# SOA
SOA (Service Oriented Architecture - Arhitectură software bazată pe servicii) este un tip de arhitectură software care presupune distribuirea funcționalității aplicației în unități mai mici, distincte - numite servicii - care pot fi distribuite într-o rețea și pot fi utilizate împreună pentru a crea aplicații destinate afacerilor. Capacitatea mare cu care pot fi reutilizate aceste servicii în aplicații diferite este o caracteristică a arhitecturilor software bazate pe servicii. Aceste servicii comunică între ele trimițând informații de la un serviciu la altul.
SOA este deseori văzută ca o evoluție a programării distribuite si a programării modulare.
SOA este o arhitectură flexibilă și standardizată ce contribuie la o mai bună conectare a diverselor aplicații și facilitează schimbul de informații între acestea. SOA unifică procesele de business structurând marile aplicații într-o colecție de module mai mici numite servicii. Aceste aplicații pot fi folosite de diverse grupuri de oameni atât din cadrul companiei cât și din afara ei. 
Serviciile sunt unități funcționale neasociate care nu au apeluri unele către altele înglobate în ele. În mod tipic sunt implementate funcționalități pe care majoritatea oamenilor le-ar recunoaște ca si serviciu cum ar fi de exemplu completarea unei aplicații online pentru un cont, vizualizarea unui formular de bancă sau a unui extras de cont online sau efectuarea unei comenzi de bilet de avion online.
Serviciile nu au în codul propriu implementat modul în care acestea să comunice între ele, protocoalele sunt cele în cadrul cărora este implementat acest lucru.